# Liga Narodów w Piłce Siatkowej Kobiet 2019
Liga Narodów w Piłce Siatkowej Kobiet 2019 (ang. 2019 FIVB Volleyball Women's Nations League) – 2. edycja międzynarodowego turnieju siatkarskiego zorganizowanego przez Międzynarodową Federację Piłki Siatkowej (FIVB) dla 16 narodowych reprezentacji. Tytuł obroniły reprezentantki Stanów Zjednoczonych.
Zmagania składały się z dwóch faz: fazy grupowej oraz turnieju finałowego. Turniej finałowy rozegrany został w dniach 2-7 lipca w Nankinie w Chinach.

## System rozgrywek

### Faza grupowa
W fazie grupowej udział brało 16 reprezentacji narodowych podzielonych na dwie kategorie - stałych uczestników oraz drużyn pretendujących. Stali uczestnicy mieli zapewniony udział w rozgrywkach w kolejnym roku niezależnie od osiągniętego wyniku, natomiast pretendenci byli zagrożeni spadkiem.
Rywalizacja w fazie grupowej toczyła się przez pięć tygodni. Reprezentacje rozgrywały między sobą po jednym spotkaniu w ramach turniejów grupowych. W każdym tygodniu odbywały się cztery turnieje organizowane przez poszczególnych uczestników. Łącznie odbyło się 20 turniejów. Każdy ze stałych uczestników był gospodarzem przynajmniej jednego turnieju grupowego. W każdym turnieju udział brały cztery reprezentacje. Po rozegraniu wszystkich 120 spotkań fazy grupowej pięć najwyżej notowanych zespołów uzyskało awans do turnieju finałowego. W turnieju finałowym brał udział także jego gospodarz.

### Turniej finałowy
W turnieju finałowym brało 6 reprezentacji wyłonionych w fazie grupowej. Zespoły te podzielone na dwie grupy, w każdej po trzy drużyny. W grupach drużyny między sobą rozegrały po jednym spotkaniu. Awans do półfinałów uzyskały dwa najlepsze zespoły z każdej z grup. W półfinałach utworzono pary według zasady: zwycięzca grupy przeciwko drużynie z 2. miejsca z grupy przeciwnej. Zwycięzcy półfinałów grali o zwycięstwo w całym turnieju, natomiast pokonani - o brązowy medal.

## Drużyny uczestniczące
W Lidze Narodów 2019 udział brało 16 reprezentacji. Przy doborze uczestników przez FIVB kluczową rolę odgrywała popularność piłki siatkowej w danym kraju i możliwości marketingowe z nią związane, a nie ranking FIVB czy jakikolwiek inny wskaźnik.
| Kategoria        | Reprezentacja     | Ranking FIVB (21 października 2018) |
| ---------------- | ----------------- | ----------------------------------- |
| Stali uczestnicy | Brazylia          | 4. miejsce                          |
| Stali uczestnicy | Chiny             | 2. miejsce                          |
| Stali uczestnicy | Holandia          | 7. miejsce                          |
| Stali uczestnicy | Japonia           | 6. miejsce                          |
| Stali uczestnicy | Korea Południowa  | 9. miejsce                          |
| Stali uczestnicy | Niemcy            | 15. miejsce                         |
| Stali uczestnicy | Rosja             | 5. miejsce                          |
| Stali uczestnicy | Serbia            | 1. miejsce                          |
| Stali uczestnicy | Stany Zjednoczone | 3. miejsce                          |
| Stali uczestnicy | Tajlandia         | 14. miejsce                         |
| Stali uczestnicy | Turcja            | 12. miejsce                         |
| Stali uczestnicy | Włochy            | 8. miejsce                          |
| Pretendenci      | Belgia            | 19. miejsce                         |
| Pretendenci      | Bułgaria          | 16. miejsce                         |
| Pretendenci      | Dominikana        | 10. miejsce                         |
| Pretendenci      | Polska            | 26. miejsce                         |

## Grupy fazy grupowej
Poniżej przedstawione zostało zestawienie turniejów grupowych w poszczególnych tygodniach.
| Tydzień 1                                  | Tydzień 1                                          | Tydzień 1                                  | Tydzień 1                                  | Tydzień 1 |
| Grupa 1 Opole, Polska                      | Grupa 2 Ruse, Bułgaria                             | Grupa 3 Brasília, Brazylia                 | Grupa 4 Belgrad, Serbia                    |           |
| ------------------------------------------ | -------------------------------------------------- | ------------------------------------------ | ------------------------------------------ | --------- |
| Włochy Polska Tajlandia Niemcy             | Stany Zjednoczone Belgia Bułgaria Japonia          | Chiny Brazylia Rosja Dominikana            | Serbia Holandia Turcja Korea Południowa    |           |
| Tydzień 2                                  |                                                    |                                            |                                            |           |
| Grupa 5 Conegliano, Włochy                 | Grupa 6 Ankara, Turcja                             | Grupa 7 Makau                              | Grupa 8 Apeldoorn, Holandia                |           |
| Stany Zjednoczone Serbia Włochy Dominikana | Rosja Turcja Japonia Niemcy                        | Chiny Belgia Tajlandia Korea Południowa    | Brazylia Polska Holandia Bułgaria          |           |
| Tydzień 3                                  |                                                    |                                            |                                            |           |
| Grupa 9 Hongkong                           | Grupa 10 Lincoln, Stany Zjednoczone                | Grupa 11 Bangkok, Tajlandia                | Grupa 12 Kortrijk, Belgia                  |           |
| Chiny Holandia Włochy Japonia              | Stany Zjednoczone Brazylia Niemcy Korea Południowa | Turcja Tajlandia Dominikana Bułgaria       | Serbia Rosja Polska Belgia                 |           |
| Tydzień 4                                  |                                                    |                                            |                                            |           |
| Grupa 13 Perugia, Włochy                   | Grupa 14 Stuttgart, Niemcy                         | Grupa 15 Tokio, Japonia                    | Grupa 16 Jiangmen, Chiny                   |           |
| Włochy Rosja Bułgaria Korea Południowa     | Holandia Belgia Niemcy Dominikana                  | Serbia Brazylia Japonia Tajlandia          | Stany Zjednoczone Chiny Polska Turcja      |           |
| Tydzień 5                                  |                                                    |                                            |                                            |           |
| Grupa 17 Ankara, Turcja                    | Grupa 18 Ningbo, Chiny                             | Grupa 19 Jekaterynburg, Rosja              | Grupa 20 Boryeong, Korea Południowa        |           |
| Włochy Brazylia Turcja Belgia              | Serbia Chiny Bułgaria Niemcy                       | Stany Zjednoczone Holandia Rosja Tajlandia | Polska Japonia Korea Południowa Dominikana |           |

## Faza grupowa

### Tabela
| Lp. | Drużyna           | Mecze | Mecze   | Mecze   | Pkt | Sety | Sety | Sety  | Małe punkty | Małe punkty | Małe punkty |
| Lp. | Drużyna           | M     | W (3:2) | P (2:3) | Pkt | wyg. | prz. | ratio | zdob.       | str.        | ratio       |
| --- | ----------------- | ----- | ------- | ------- | --- | ---- | ---- | ----- | ----------- | ----------- | ----------- |
| 1.  | Chiny             | 15    | 12 (1)  | 3 (0)   | 35  | 37   | 12   | 3.083 | 1153        | 973         | 1.185       |
| 2.  | Stany Zjednoczone | 15    | 12 (2)  | 3 (1)   | 35  | 39   | 17   | 2.294 | 1283        | 1137        | 1.128       |
| 3.  | Brazylia          | 15    | 11 (1)  | 4 (3)   | 35  | 40   | 16   | 2.500 | 1318        | 1150        | 1.146       |
| 4.  | Włochy            | 15    | 11 (2)  | 4 (3)   | 34  | 39   | 21   | 1.857 | 1375        | 1233        | 1.115       |
| 5.  | Turcja            | 15    | 11 (2)  | 4 (1)   | 32  | 36   | 18   | 2.000 | 1259        | 1109        | 1.135       |
| 6.  | Polska            | 15    | 9 (3)   | 6 (2)   | 26  | 33   | 29   | 1.138 | 1360        | 1336        | 1.018       |
| 7.  | Belgia            | 15    | 8 (3)   | 7 (1)   | 22  | 28   | 29   | 0.966 | 1209        | 1260        | 0.960       |
| 8.  | Dominikana        | 15    | 8 (4)   | 7 (1)   | 21  | 31   | 33   | 0.939 | 1422        | 1438        | 0.989       |
| 9.  | Japonia           | 15    | 7 (0)   | 8 (1)   | 22  | 27   | 27   | 1.000 | 1225        | 1213        | 1.010       |
| 10. | Niemcy            | 15    | 7 (1)   | 8 (1)   | 21  | 24   | 29   | 0.828 | 1169        | 1180        | 0.991       |
| 11. | Holandia          | 15    | 6 (1)   | 9 (3)   | 20  | 27   | 30   | 0.900 | 1206        | 1259        | 0.958       |
| 12. | Tajlandia         | 15    | 5 (0)   | 10 (1)  | 16  | 17   | 33   | 0.515 | 1046        | 1170        | 0.894       |
| 13. | Serbia            | 15    | 5 (0)   | 10 (0)  | 15  | 20   | 33   | 0.606 | 1132        | 1210        | 0.936       |
| 14. | Rosja             | 15    | 3 (0)   | 12 (1)  | 10  | 16   | 38   | 0.421 | 1112        | 1283        | 0.867       |
| 15. | Korea Południowa  | 15    | 3 (0)   | 12 (0)  | 9   | 16   | 37   | 0.432 | 1092        | 1222        | 0.894       |
| 16. | Bułgaria          | 15    | 2 (0)   | 13 (1)  | 7   | 13   | 41   | 0.317 | 1126        | 1296        | 0.869       |

Źródło: volleyball.world
Punktacja: 3:0 i 3:1 – 3 pkt; 3:2 – 2 pkt; 2:3 – 1 pkt; 1:3 i 0:3 – 0 pkt
Zasady ustalania kolejności: 1. liczba zwycięstw; 2. liczba punktów; 3. stosunek setów; 4. stosunek małych punktów; 5. bilans w bezpośrednich meczach
     Awans do turnieju finałowego
     Gospodarz turnieju finałowego
     Spadek z Ligi Narodów

### Tydzień 1

#### Grupa 1
Opole
| Data       | Godz. | Drużyna 1 | Wynik | Drużyna 2 | 1     | 2     | 3     | 4     | 5     | Widzów | * |
| ---------- | ----- | --------- | ----- | --------- | ----- | ----- | ----- | ----- | ----- | ------ | - |
| 21.05.2019 | 17:30 | Tajlandia | 3:0   | Niemcy    | 26:24 | 25:19 | 25:22 |       |       | 652    |   |
| 21.05.2019 | 20:30 | Polska    | 2:3   | Włochy    | 15:25 | 22:25 | 25:18 | 25:21 | 15:17 | 1490   |   |
|            |       |           |       |           |       |       |       |       |       |        |   |
| 22.05.2019 | 17:30 | Tajlandia | 0:3   | Włochy    | 13:25 | 17:25 | 24:26 |       |       | 687    |   |
| 22.05.2019 | 20:30 | Polska    | 3:1   | Niemcy    | 25:21 | 23:25 | 25:23 | 26:24 |       | 1771   |   |
|            |       |           |       |           |       |       |       |       |       |        |   |
| 23.05.2019 | 17:30 | Włochy    | 3:0   | Niemcy    | 25:19 | 26:24 | 27:25 |       |       | 778    |   |
| 23.05.2019 | 20:30 | Tajlandia | 0:3   | Polska    | 20:25 | 20:25 | 13:25 |       |       | 1803   |   |

#### Grupa 2
Ruse
| Data       | Godz. | Drużyna 1         | Wynik | Drużyna 2         | 1     | 2     | 3     | 4     | 5     | Widzów | * |
| ---------- | ----- | ----------------- | ----- | ----------------- | ----- | ----- | ----- | ----- | ----- | ------ | - |
| 21.05.2019 | 17:00 | Belgia            | 0:3   | Stany Zjednoczone | 23:25 | 8:25  | 22:25 |       |       | 650    |   |
| 21.05.2019 | 20:30 | Bułgaria          | 1:3   | Japonia           | 23:25 | 25:21 | 19:25 | 23:25 |       | 1500   |   |
|            |       |                   |       |                   |       |       |       |       |       |        |   |
| 22.05.2019 | 17:00 | Japonia           | 1:3   | Stany Zjednoczone | 21:25 | 26:24 | 21:25 | 20:25 |       | 750    |   |
| 22.05.2019 | 20:30 | Bułgaria          | 2:3   | Belgia            | 25:19 | 25:15 | 22:25 | 16:25 | 13:15 | 1500   |   |
|            |       |                   |       |                   |       |       |       |       |       |        |   |
| 23.05.2019 | 17:00 | Belgia            | 3:1   | Japonia           | 22:25 | 25:20 | 25:23 | 25:18 |       | 600    |   |
| 23.05.2019 | 20:30 | Stany Zjednoczone | 3:0   | Bułgaria          | 25:20 | 25:16 | 25:21 |       |       | 1700   |   |

#### Grupa 3
Brasília
| Data       | Godz. | Drużyna 1  | Wynik | Drużyna 2  | 1     | 2     | 3     | 4     | 5 | Widzów | * |
| ---------- | ----- | ---------- | ----- | ---------- | ----- | ----- | ----- | ----- | - | ------ | - |
| 21.05.2019 | 17:00 | Dominikana | 3:1   | Rosja      | 25:21 | 22:25 | 25:18 | 28:26 |   | 1542   |   |
| 21.05.2019 | 20:00 | Brazylia   | 3:0   | Chiny      | 25:15 | 25:21 | 25:21 |       |   | 5982   |   |
|            |       |            |       |            |       |       |       |       |   |        |   |
| 22.05.2019 | 17:00 | Chiny      | 1:3   | Rosja      | 22:25 | 25:16 | 16:25 | 23:25 |   | 1678   |   |
| 22.05.2019 | 20:00 | Brazylia   | 1:3   | Dominikana | 22:25 | 20:25 | 25:22 | 26:28 |   | 4562   |   |
|            |       |            |       |            |       |       |       |       |   |        |   |
| 23.05.2019 | 17:00 | Chiny      | 3:1   | Dominikana | 16:25 | 25:23 | 25:23 | 25:23 |   | 2653   |   |
| 23.05.2019 | 20:00 | Brazylia   | 3:0   | Rosja      | 25:15 | 25:17 | 25:14 |       |   | 9265   |   |

#### Grupa 4
Belgrad
| Data       | Godz. | Drużyna 1        | Wynik | Drużyna 2        | 1     | 2     | 3     | 4     | 5 | Widzów | * |
| ---------- | ----- | ---------------- | ----- | ---------------- | ----- | ----- | ----- | ----- | - | ------ | - |
| 21.05.2019 | 17:00 | Korea Południowa | 0:3   | Turcja           | 15:25 | 26:28 | 19:25 |       |   | 450    |   |
| 21.05.2019 | 20:00 | Serbia           | 3:0   | Holandia         | 25:15 | 25:22 | 25:19 |       |   | 4165   |   |
|            |       |                  |       |                  |       |       |       |       |   |        |   |
| 22.05.2019 | 17:00 | Serbia           | 3:1   | Korea Południowa | 15:25 | 25:18 | 25:17 | 25:14 |   | 1650   |   |
| 22.05.2019 | 20:00 | Holandia         | 1:3   | Turcja           | 22:25 | 14:25 | 25:21 | 15:25 |   | 200    |   |
|            |       |                  |       |                  |       |       |       |       |   |        |   |
| 23.05.2019 | 17:00 | Holandia         | 3:0   | Korea Południowa | 25:18 | 25:21 | 25:18 |       |   | 350    |   |
| 23.05.2019 | 20:00 | Turcja           | 3:0   | Serbia           | 25:19 | 25:23 | 25:20 |       |   | 5237   |   |

### Tydzień 2

#### Grupa 5
Conegliano
| Data       | Godz. | Drużyna 1         | Wynik | Drużyna 2         | 1     | 2     | 3     | 4     | 5     | Widzów | * |
| ---------- | ----- | ----------------- | ----- | ----------------- | ----- | ----- | ----- | ----- | ----- | ------ | - |
| 28.05.2019 | 17:00 | Stany Zjednoczone | 3:1   | Serbia            | 23:25 | 25:16 | 25:15 | 25:21 |       | 2343   |   |
| 28.05.2019 | 20:00 | Włochy            | 3:1   | Dominikana        | 25:18 | 27:25 | 18:25 | 25:20 |       | 2583   |   |
|            |       |                   |       |                   |       |       |       |       |       |        |   |
| 29.05.2019 | 17:00 | Serbia            | 3:1   | Dominikana        | 25:17 | 18:25 | 25:12 | 25:19 |       | 1782   |   |
| 29.05.2019 | 20:00 | Stany Zjednoczone | 3:2   | Włochy            | 25:22 | 17:25 | 23:25 | 25:19 | 15:11 | 3895   |   |
|            |       |                   |       |                   |       |       |       |       |       |        |   |
| 30.05.2019 | 17:00 | Dominikana        | 3:2   | Stany Zjednoczone | 25:10 | 16:25 | 25:19 | 19:25 | 15:11 | 2638   |   |
| 30.05.2019 | 20:00 | Serbia            | 1:3   | Włochy            | 27:25 | 17:25 | 25:27 | 23:25 |       | 4076   |   |

#### Grupa 6
Ankara
| Data       | Godz. | Drużyna 1 | Wynik | Drużyna 2 | 1     | 2     | 3     | 4     | 5 | Widzów | * |
| ---------- | ----- | --------- | ----- | --------- | ----- | ----- | ----- | ----- | - | ------ | - |
| 28.05.2019 | 14:30 | Rosja     | 0:3   | Niemcy    | 14:25 | 21:25 | 20:25 |       |   | 370    |   |
| 28.05.2019 | 17:30 | Turcja    | 0:3   | Japonia   | 23:25 | 22:25 | 14:25 |       |   | 1904   |   |
|            |       |           |       |           |       |       |       |       |   |        |   |
| 29.05.2019 | 14:30 | Japonia   | 3:1   | Rosja     | 25:22 | 23:25 | 25:18 | 26:24 |   | 400    |   |
| 29.05.2019 | 17:30 | Niemcy    | 0:3   | Turcja    | 21:25 | 16:25 | 15:25 |       |   | 1407   |   |
|            |       |           |       |           |       |       |       |       |   |        |   |
| 30.05.2019 | 14:30 | Japonia   | 3:0   | Niemcy    | 25:23 | 25:19 | 25:17 |       |   | 400    |   |
| 30.05.2019 | 17:30 | Turcja    | 3:0   | Rosja     | 25:19 | 25:21 | 25:20 |       |   | 2003   |   |

#### Grupa 7
Makau
| Data       | Godz. | Drużyna 1        | Wynik | Drużyna 2        | 1     | 2     | 3     | 4     | 5 | Widzów | * |
| ---------- | ----- | ---------------- | ----- | ---------------- | ----- | ----- | ----- | ----- | - | ------ | - |
| 28.05.2019 | 15:30 | Belgia           | 0:3   | Korea Południowa | 15:25 | 17:25 | 21:25 |       |   | 1800   |   |
| 28.05.2019 | 19:30 | Chiny            | 3:0   | Tajlandia        | 25:21 | 25:17 | 25:9  |       |   | 3390   |   |
|            |       |                  |       |                  |       |       |       |       |   |        |   |
| 29.05.2019 | 15:30 | Korea Południowa | 1:3   | Tajlandia        | 21:25 | 25:19 | 19:25 | 20:25 |   | 2150   |   |
| 29.05.2019 | 19:30 | Chiny            | 3:0   | Belgia           | 25:16 | 25:20 | 25:14 |       |   | 3725   |   |
|            |       |                  |       |                  |       |       |       |       |   |        |   |
| 30.05.2019 | 15:30 | Belgia           | 3:0   | Tajlandia        | 25:21 | 25:22 | 25:23 |       |   | 2965   |   |
| 30.05.2019 | 19:30 | Chiny            | 3:0   | Korea Południowa | 25:21 | 25:12 | 25:11 |       |   | 4042   |   |

#### Grupa 8
Apeldoorn
| Data       | Godz. | Drużyna 1 | Wynik | Drużyna 2 | 1     | 2     | 3     | 4     | 5     | Widzów | * |
| ---------- | ----- | --------- | ----- | --------- | ----- | ----- | ----- | ----- | ----- | ------ | - |
| 28.05.2019 | 16:30 | Bułgaria  | 1:3   | Polska    | 25:23 | 21:25 | 21:25 | 17:25 |       | 2300   |   |
| 28.05.2019 | 19:30 | Holandia  | 2:3   | Brazylia  | 25:21 | 28:30 | 20:25 | 25:18 | 11:15 | 5230   |   |
|            |       |           |       |           |       |       |       |       |       |        |   |
| 29.05.2019 | 16:30 | Polska    | 3:2   | Brazylia  | 25:20 | 25:22 | 26:28 | 18:25 | 15:9  | 1651   |   |
| 29.05.2019 | 19:30 | Holandia  | 3:1   | Bułgaria  | 22:25 | 25:22 | 25:20 | 25:19 |       | 3803   |   |
|            |       |           |       |           |       |       |       |       |       |        |   |
| 30.05.2019 | 16:30 | Polska    | 3:1   | Holandia  | 25:13 | 25:27 | 25:20 | 25:15 |       | 5400   |   |
| 30.05.2019 | 19:30 | Brazylia  | 3:0   | Bułgaria  | 25:18 | 25:23 | 25:18 |       |       | 2100   |   |

### Tydzień 3

#### Grupa 9
Hongkong
| Data       | Godz. | Drużyna 1 | Wynik | Drużyna 2 | 1     | 2     | 3     | 4     | 5     | Widzów | * |
| ---------- | ----- | --------- | ----- | --------- | ----- | ----- | ----- | ----- | ----- | ------ | - |
| 04.06.2019 | 17:30 | Holandia  | 1:3   | Włochy    | 13:25 | 25:22 | 19:25 | 16:25 |       | 7229   |   |
| 04.06.2019 | 20:30 | Chiny     | 3:0   | Japonia   | 27:25 | 25:18 | 25:21 |       |       | 10360  |   |
|            |       |           |       |           |       |       |       |       |       |        |   |
| 05.06.2019 | 17:30 | Włochy    | 3:0   | Japonia   | 25:21 | 25:16 | 25:22 |       |       | 8307   |   |
| 05.06.2019 | 20:30 | Holandia  | 0:3   | Chiny     | 16:25 | 19:25 | 19:25 |       |       | 10341  |   |
|            |       |           |       |           |       |       |       |       |       |        |   |
| 06.06.2019 | 17:30 | Japonia   | 3:0   | Holandia  | 25:17 | 25:17 | 25:21 |       |       | 8123   |   |
| 06.06.2019 | 20:30 | Chiny     | 3:2   | Włochy    | 18:25 | 22:25 | 25:23 | 26:24 | 15:13 | 10436  |   |

#### Grupa 10
Lincoln
| Data       | Godz. | Drużyna 1         | Wynik | Drużyna 2        | 1     | 2     | 3     | 4     | 5     | Widzów | * |
| ---------- | ----- | ----------------- | ----- | ---------------- | ----- | ----- | ----- | ----- | ----- | ------ | - |
| 04.06.2019 | 16:30 | Brazylia          | 2:3   | Niemcy           | 25:21 | 29:31 | 25:21 | 20:25 | 13:15 | 3000   |   |
| 04.06.2019 | 19:30 | Stany Zjednoczone | 3:1   | Korea Południowa | 19:25 | 25:15 | 25:22 | 25:18 |       | 4500   |   |
|            |       |                   |       |                  |       |       |       |       |       |        |   |
| 05.06.2019 | 16:30 | Korea Południowa  | 0:3   | Brazylia         | 17:25 | 16:25 | 11:25 |       |       | 2500   |   |
| 05.06.2019 | 19:30 | Stany Zjednoczone | 3:0   | Niemcy           | 25:18 | 25:22 | 25:18 |       |       | 7000   |   |
|            |       |                   |       |                  |       |       |       |       |       |        |   |
| 06.06.2019 | 16:30 | Niemcy            | 3:0   | Korea Południowa | 25:15 | 25:22 | 25:16 |       |       | 2000   |   |
| 06.06.2019 | 19:30 | Stany Zjednoczone | 1:3   | Brazylia         | 19:25 | 17:25 | 25:22 | 20:25 |       | 8000   |   |

#### Grupa 11
Bangkok
| Data       | Godz. | Drużyna 1  | Wynik | Drużyna 2  | 1     | 2     | 3     | 4     | 5     | Widzów | * |
| ---------- | ----- | ---------- | ----- | ---------- | ----- | ----- | ----- | ----- | ----- | ------ | - |
| 04.06.2019 | 15:05 | Dominikana | 1:3   | Turcja     | 20:25 | 21:25 | 26:24 | 18:25 |       | 4500   |   |
| 04.06.2019 | 18:05 | Tajlandia  | 3:1   | Bułgaria   | 25:27 | 25:20 | 25:22 | 25:22 |       | 6200   |   |
|            |       |            |       |            |       |       |       |       |       |        |   |
| 05.06.2019 | 15:05 | Bułgaria   | 0:3   | Turcja     | 14:25 | 9:25  | 23:25 |       |       | 2600   |   |
| 05.06.2019 | 18:05 | Tajlandia  | 2:3   | Dominikana | 29:31 | 25:13 | 28:30 | 25:20 | 14:16 | 6600   |   |
|            |       |            |       |            |       |       |       |       |       |        |   |
| 06.06.2019 | 15:05 | Bułgaria   | 1:3   | Dominikana | 20:25 | 21:25 | 31:29 | 20:25 |       | 2600   |   |
| 06.06.2019 | 18:05 | Tajlandia  | 0:3   | Turcja     | 16:25 | 18:25 | 13:25 |       |       | 6500   |   |

#### Grupa 12
Kortrijk
| Data       | Godz. | Drużyna 1 | Wynik | Drużyna 2 | 1     | 2     | 3     | 4     | 5    | Widzów | * |
| ---------- | ----- | --------- | ----- | --------- | ----- | ----- | ----- | ----- | ---- | ------ | - |
| 04.06.2019 | 17:15 | Serbia    | 3:0   | Polska    | 27:25 | 25:21 | 25:22 |       |      | 110    |   |
| 04.06.2019 | 20:15 | Belgia    | 3:0   | Rosja     | 25:22 | 25:20 | 25:22 |       |      | 1000   |   |
|            |       |           |       |           |       |       |       |       |      |        |   |
| 05.06.2019 | 17:15 | Rosja     | 1:3   | Serbia    | 25:22 | 18:25 | 11:25 | 22:25 |      | 250    |   |
| 05.06.2019 | 20:15 | Belgia    | 1:3   | Polska    | 22:25 | 25:21 | 18:25 | 23:25 |      | 2100   |   |
|            |       |           |       |           |       |       |       |       |      |        |   |
| 06.06.2019 | 17:15 | Polska    | 3:2   | Rosja     | 25:23 | 24:26 | 25:27 | 25:20 | 15:9 | 224    |   |
| 06.06.2019 | 20:15 | Belgia    | 3:0   | Serbia    | 25:21 | 25:21 | 25:14 |       |      | 1850   |   |

### Tydzień 4

#### Grupa 13
Perugia
| Data       | Godz. | Drużyna 1        | Wynik | Drużyna 2        | 1     | 2     | 3     | 4     | 5 | Widzów | * |
| ---------- | ----- | ---------------- | ----- | ---------------- | ----- | ----- | ----- | ----- | - | ------ | - |
| 11.06.2019 | 17:00 | Rosja            | 3:1   | Korea Południowa | 25:23 | 15:25 | 25:20 | 25:17 |   | 1400   |   |
| 11.06.2019 | 20:00 | Włochy           | 3:0   | Bułgaria         | 25:19 | 25:23 | 25:20 |       |   | 2650   |   |
|            |       |                  |       |                  |       |       |       |       |   |        |   |
| 12.06.2019 | 17:00 | Bułgaria         | 0:3   | Rosja            | 20:25 | 23:25 | 16:25 |       |   | 1000   |   |
| 12.06.2019 | 20:00 | Włochy           | 3:1   | Korea Południowa | 25:17 | 25:21 | 23:25 | 25:13 |   | 2900   |   |
|            |       |                  |       |                  |       |       |       |       |   |        |   |
| 13.06.2019 | 17:00 | Korea Południowa | 1:3   | Bułgaria         | 25:20 | 23:25 | 19:25 | 24:26 |   | 1200   |   |
| 13.06.2019 | 20:00 | Włochy           | 3:1   | Rosja            | 22:25 | 25:21 | 25:15 | 25:21 |   | 3500   |   |

#### Grupa 14
Stuttgart
| Data       | Godz. | Drużyna 1  | Wynik | Drużyna 2  | 1     | 2     | 3     | 4     | 5     | Widzów | * |
| ---------- | ----- | ---------- | ----- | ---------- | ----- | ----- | ----- | ----- | ----- | ------ | - |
| 11.06.2019 | 17:00 | Belgia     | 3:2   | Holandia   | 22:25 | 23:25 | 25:17 | 25:19 | 15:10 | 690    |   |
| 11.06.2019 | 20:00 | Niemcy     | 3:1   | Dominikana | 25:19 | 14:25 | 25:19 | 25:21 |       | 1052   |   |
|            |       |            |       |            |       |       |       |       |       |        |   |
| 12.06.2019 | 17:00 | Dominikana | 0:3   | Holandia   | 18:25 | 21:25 | 19:25 |       |       | 946    |   |
| 12.06.2019 | 20:00 | Niemcy     | 3:1   | Belgia     | 25:21 | 25:23 | 24:26 | 25:16 |       | 1318   |   |
|            |       |            |       |            |       |       |       |       |       |        |   |
| 13.06.2019 | 17:00 | Belgia     | 2:3   | Dominikana | 25:21 | 22:25 | 25:21 | 14:25 | 12:15 | 1109   |   |
| 13.06.2019 | 20:00 | Niemcy     | 2:3   | Holandia   | 25:21 | 23:25 | 25:20 | 13:25 | 14:16 | 1649   |   |

#### Grupa 15
Tokio
| Data       | Godz. | Drużyna 1 | Wynik | Drużyna 2 | 1     | 2     | 3     | 4     | 5 | Widzów | * |
| ---------- | ----- | --------- | ----- | --------- | ----- | ----- | ----- | ----- | - | ------ | - |
| 11.06.2019 | 15:40 | Serbia    | 0:3   | Tajlandia | 22:25 | 23:25 | 21:25 |       |   | 1800   |   |
| 11.06.2019 | 19:10 | Japonia   | 1:3   | Brazylia  | 17:25 | 19:25 | 25:20 | 22:25 |   | 4200   |   |
|            |       |           |       |           |       |       |       |       |   |        |   |
| 12.06.2019 | 15:40 | Brazylia  | 3:0   | Tajlandia | 25:19 | 25:17 | 25:21 |       |   | 2000   |   |
| 12.06.2019 | 19:10 | Japonia   | 3:1   | Serbia    | 19:25 | 25:14 | 25:23 | 25:14 |   | 4300   |   |
|            |       |           |       |           |       |       |       |       |   |        |   |
| 13.06.2019 | 15:40 | Brazylia  | 3:0   | Serbia    | 25:23 | 25:21 | 25:15 |       |   | 2000   |   |
| 13.06.2019 | 19:10 | Japonia   | 3:0   | Tajlandia | 25:22 | 25:22 | 25:14 |       |   | 4000   |   |

#### Grupa 16
Jiangmen
| Data       | Godz. | Drużyna 1         | Wynik | Drużyna 2         | 1     | 2     | 3     | 4     | 5     | Widzów | * |
| ---------- | ----- | ----------------- | ----- | ----------------- | ----- | ----- | ----- | ----- | ----- | ------ | - |
| 11.06.2019 | 16:00 | Stany Zjednoczone | 0:3   | Turcja            | 15:25 | 17:25 | 25:27 |       |       | 1950   |   |
| 11.06.2019 | 20:00 | Chiny             | 3:0   | Polska            | 25:12 | 25:18 | 25:22 |       |       | 4000   |   |
|            |       |                   |       |                   |       |       |       |       |       |        |   |
| 12.06.2019 | 16:00 | Polska            | 1:3   | Stany Zjednoczone | 25:21 | 23:25 | 15:25 | 11:25 |       | 1527   |   |
| 12.06.2019 | 20:00 | Chiny             | 3:0   | Turcja            | 26:24 | 25:19 | 25:21 |       |       | 5931   |   |
|            |       |                   |       |                   |       |       |       |       |       |        |   |
| 13.06.2019 | 16:00 | Turcja            | 3:2   | Polska            | 22:25 | 18:25 | 25:16 | 25:20 | 15:12 | 1589   |   |
| 13.06.2019 | 20:00 | Chiny             | 0:3   | Stany Zjednoczone | 17:25 | 22:25 | 21:25 |       |       | 8366   |   |

### Tydzień 5

#### Grupa 17
Ankara
| Data       | Godz. | Drużyna 1 | Wynik | Drużyna 2 | 1     | 2     | 3     | 4     | 5     | Widzów | * |
| ---------- | ----- | --------- | ----- | --------- | ----- | ----- | ----- | ----- | ----- | ------ | - |
| 18.06.2019 | 16:00 | Brazylia  | 3:0   | Włochy    | 25:21 | 25:20 | 25:23 |       |       | 720    |   |
| 18.06.2019 | 19:00 | Turcja    | 1:3   | Belgia    | 27:25 | 24:26 | 21:25 | 23:25 |       | 3098   |   |
|            |       |           |       |           |       |       |       |       |       |        |   |
| 19.06.2019 | 16:00 | Belgia    | 0:3   | Brazylia  | 23:25 | 15:25 | 18:25 |       |       | 1200   |   |
| 19.06.2019 | 19:00 | Włochy    | 3:2   | Turcja    | 25:19 | 17:25 | 23:25 | 25:15 | 16:14 | 4238   |   |
|            |       |           |       |           |       |       |       |       |       |        |   |
| 20.06.2019 | 16:00 | Belgia    | 3:2   | Włochy    | 12:25 | 25:20 | 16:25 | 25:14 | 15:10 | 870    |   |
| 20.06.2019 | 19:00 | Turcja    | 3:2   | Brazylia  | 25:23 | 24:26 | 25:20 | 23:25 | 16:14 | 5320   |   |

#### Grupa 18
Ningbo
| Data       | Godz. | Drużyna 1 | Wynik | Drużyna 2 | 1     | 2     | 3     | 4     | 5 | Widzów | * |
| ---------- | ----- | --------- | ----- | --------- | ----- | ----- | ----- | ----- | - | ------ | - |
| 18.06.2019 | 16:00 | Bułgaria  | 3:1   | Serbia    | 21:25 | 25:21 | 25:17 | 25:23 |   | 2120   |   |
| 18.06.2019 | 19:30 | Chiny     | 3:0   | Niemcy    | 25:19 | 25:16 | 25:15 |       |   | 6910   |   |
|            |       |           |       |           |       |       |       |       |   |        |   |
| 19.06.2019 | 16:00 | Serbia    | 1:3   | Niemcy    | 14:25 | 20:25 | 25:23 | 17:25 |   | 1980   |   |
| 19.06.2019 | 19:30 | Chiny     | 3:0   | Bułgaria  | 25:18 | 25:19 | 25:16 |       |   | 6490   |   |
|            |       |           |       |           |       |       |       |       |   |        |   |
| 20.06.2019 | 16:00 | Niemcy    | 3:0   | Bułgaria  | 25:21 | 25:20 | 25:13 |       |   | 1680   |   |
| 20.06.2019 | 19:30 | Chiny     | 3:0   | Serbia    | 25:16 | 25:17 | 25:17 |       |   | 7780   |   |

#### Grupa 19
Jekaterynburg
| Data       | Godz. | Drużyna 1 | Wynik | Drużyna 2         | 1     | 2     | 3     | 4     | 5    | Widzów | * |
| ---------- | ----- | --------- | ----- | ----------------- | ----- | ----- | ----- | ----- | ---- | ------ | - |
| 18.06.2019 | 16:00 | Holandia  | 3:0   | Tajlandia         | 25:18 | 25:20 | 25:16 |       |      | 1245   |   |
| 18.06.2019 | 19:00 | Rosja     | 0:3   | Stany Zjednoczone | 23:25 | 17:25 | 18:25 |       |      | 6200   |   |
|            |       |           |       |                   |       |       |       |       |      |        |   |
| 19.06.2019 | 16:00 | Holandia  | 2:3   | Stany Zjednoczone | 21:25 | 25:23 | 25:22 | 26:28 | 9:15 | 957    |   |
| 19.06.2019 | 19:00 | Rosja     | 1:3   | Tajlandia         | 25:19 | 13:25 | 17:25 | 22:25 |      | 4020   |   |
|            |       |           |       |                   |       |       |       |       |      |        |   |
| 20.06.2019 | 16:00 | Tajlandia | 0:3   | Stany Zjednoczone | 13:25 | 20:25 | 17:25 |       |      | 750    |   |
| 20.06.2019 | 19:00 | Rosja     | 0:3   | Holandia          | 12:25 | 25:27 | 17:25 |       |      | 4710   |   |

#### Grupa 20
Boryeong
| Data       | Godz. | Drużyna 1        | Wynik | Drużyna 2  | 1     | 2     | 3     | 4     | 5     | Widzów | * |
| ---------- | ----- | ---------------- | ----- | ---------- | ----- | ----- | ----- | ----- | ----- | ------ | - |
| 18.06.2019 | 16:00 | Japonia          | 1:3   | Polska     | 23:25 | 23:25 | 25:19 | 22:25 |       | 750    |   |
| 18.06.2019 | 19:00 | Korea Południowa | 1:3   | Dominikana | 19:25 | 25:20 | 24:26 | 28:30 |       | 2550   |   |
|            |       |                  |       |            |       |       |       |       |       |        |   |
| 19.06.2019 | 16:00 | Polska           | 3:2   | Dominikana | 25:18 | 25:20 | 23:25 | 22:25 | 17:15 | 850    |   |
| 19.06.2019 | 19:00 | Korea Południowa | 3:0   | Japonia    | 25:18 | 25:18 | 25:23 |       |       | 3850   |   |
|            |       |                  |       |            |       |       |       |       |       |        |   |
| 20.06.2019 | 16:00 | Japonia          | 2:3   | Dominikana | 17:25 | 23:25 | 26:24 | 28:26 | 10:15 | 750    |   |
| 20.06.2019 | 19:00 | Korea Południowa | 3:1   | Polska     | 25:8  | 22:25 | 25:20 | 25:16 |       | 2950   |   |

## Turniej finałowy
Nankin

### Rozgrywki grupowe

#### Grupa A
| Lp. | Drużyna | Mecze | Mecze   | Mecze   | Pkt | Sety | Sety | Sety  | Małe punkty | Małe punkty | Małe punkty |
| Lp. | Drużyna | M     | W (3:2) | P (2:3) | Pkt | wyg. | prz. | ratio | zdob.       | str.        | ratio       |
| --- | ------- | ----- | ------- | ------- | --- | ---- | ---- | ----- | ----------- | ----------- | ----------- |
| 1.  | Turcja  | 2     | 2 (0)   | 0 (0)   | 6   | 6    | 1    | 6.000 | 172         | 145         | 1.186       |
| 2.  | Chiny   | 2     | 1 (0)   | 1 (0)   | 3   | 4    | 4    | 1.000 | 185         | 183         | 1.011       |
| 3.  | Włochy  | 2     | 0 (0)   | 2 (0)   | 0   | 1    | 6    | 0.167 | 143         | 172         | 0.831       |

Źródło: volleyball.world
Punktacja: 3:0 i 3:1 – 3 pkt; 3:2 – 2 pkt; 2:3 – 1 pkt; 1:3 i 0:3 – 0 pkt
Zasady ustalania kolejności: 1. liczba zwycięstw; 2. liczba punktów; 3. stosunek setów; 4. stosunek małych punktów; 5. bilans w bezpośrednich meczach
     Awans do półfinału

##### Wyniki
| Data       | Godz. | Drużyna 1 | Wynik | Drużyna 2 | 1     | 2     | 3     | 4     | 5 | Widzów | * |
| ---------- | ----- | --------- | ----- | --------- | ----- | ----- | ----- | ----- | - | ------ | - |
| 03.07.2019 | 19:30 | Chiny     | 1:3   | Turcja    | 22:25 | 19:25 | 25:22 | 22:25 |   | 5800   |   |
| 04.07.2019 | 19:30 | Włochy    | 0:3   | Turcja    | 21:25 | 15:25 | 21:25 |       |   | 1500   |   |
| 05.07.2019 | 19:30 | Chiny     | 3:1   | Włochy    | 25:17 | 25:22 | 22:25 | 25:22 |   | 8150   |   |

#### Grupa B
| Lp. | Drużyna           | Mecze | Mecze   | Mecze   | Pkt | Sety | Sety | Sety  | Małe punkty | Małe punkty | Małe punkty |
| Lp. | Drużyna           | M     | W (3:2) | P (2:3) | Pkt | wyg. | prz. | ratio | zdob.       | str.        | ratio       |
| --- | ----------------- | ----- | ------- | ------- | --- | ---- | ---- | ----- | ----------- | ----------- | ----------- |
| 1.  | Stany Zjednoczone | 2     | 2 (0)   | 0 (0)   | 6   | 6    | 2    | 3.000 | 191         | 163         | 1.172       |
| 2.  | Brazylia          | 2     | 1 (1)   | 1 (0)   | 2   | 4    | 5    | 0.800 | 192         | 195         | 0.985       |
| 3.  | Polska            | 2     | 0 (0)   | 2 (1)   | 1   | 3    | 6    | 0.500 | 180         | 205         | 0.878       |

Źródło: volleyball.world
Punktacja: 3:0 i 3:1 – 3 pkt; 3:2 – 2 pkt; 2:3 – 1 pkt; 1:3 i 0:3 – 0 pkt
Zasady ustalania kolejności: 1. liczba zwycięstw; 2. liczba punktów; 3. stosunek setów; 4. stosunek małych punktów; 5. bilans w bezpośrednich meczach
     Awans do półfinału

##### Wyniki
| Data       | Godz. | Drużyna 1         | Wynik | Drużyna 2 | 1     | 2     | 3     | 4     | 5     | Widzów | * |
| ---------- | ----- | ----------------- | ----- | --------- | ----- | ----- | ----- | ----- | ----- | ------ | - |
| 03.07.2019 | 15:00 | Stany Zjednoczone | 3:1   | Polska    | 21:25 | 25:16 | 25:15 | 26:24 |       | 1850   |   |
| 04.07.2019 | 15:00 | Brazylia          | 3:2   | Polska    | 22:25 | 25:21 | 22:25 | 25:19 | 15:10 | 980    |   |
| 05.07.2019 | 15:00 | Stany Zjednoczone | 3:1   | Brazylia  | 25:18 | 25:19 | 20:25 | 25:21 |       | 2000   |   |

### Półfinały
| Data       | Godz. | Drużyna 1         | Wynik | Drużyna 2 | 1     | 2     | 3     | 4     | 5 | Widzów | * |
| ---------- | ----- | ----------------- | ----- | --------- | ----- | ----- | ----- | ----- | - | ------ | - |
| 06.07.2019 | 15:00 | Turcja            | 0:3   | Brazylia  | 23:25 | 15:25 | 10:25 |       |   | 2500   |   |
| 06.07.2019 | 19:30 | Stany Zjednoczone | 3:1   | Chiny     | 25:11 | 15:25 | 25:17 | 25:20 |   | 4550   |   |

### Mecz o 3. miejsce
| Data       | Godz. | Drużyna 1 | Wynik | Drużyna 2 | 1     | 2     | 3     | 4     | 5 | Widzów | * |
| ---------- | ----- | --------- | ----- | --------- | ----- | ----- | ----- | ----- | - | ------ | - |
| 07.07.2019 | 15:00 | Turcja    | 1:3   | Chiny     | 23:25 | 15:25 | 25:20 | 21:25 |   | 3600   |   |

### Finał
| Data       | Godz. | Drużyna 1 | Wynik | Drużyna 2         | 1     | 2     | 3     | 4     | 5     | Widzów | * |
| ---------- | ----- | --------- | ----- | ----------------- | ----- | ----- | ----- | ----- | ----- | ------ | - |
| 07.07.2019 | 19:30 | Brazylia  | 2:3   | Stany Zjednoczone | 25:20 | 25:22 | 15:25 | 21:25 | 13:15 | 6000   |   |

## Nagrody indywidualne
| MVP          | Najlepsza rozgrywająca | Najlepsze przyjmujące | Najlepsze środkowe                    | Najlepsza atakująca | Najlepsza libero |
| ------------ | ---------------------- | --------------------- | ------------------------------------- | ------------------- | ---------------- |
| Andrea Drews | Macris Carneiro        | Liu Yanhan Gabi       | Ana Beatriz Corrêa Haleigh Washington | Ebrar Karakurt      | Megan Courtney   |

## Klasyfikacja końcowa
| Miejsce | Reprezentacja     |
| ------- | ----------------- |
| złoto   | Stany Zjednoczone |
| srebro  | Brazylia          |
| brąz    | Chiny             |
| 4.      | Turcja            |
| 5.      | Polska            |
| 5.      | Włochy            |
| 7.      | Belgia            |
| 8.      | Dominikana        |
| 9.      | Japonia           |
| 10.     | Niemcy            |
| 11.     | Holandia          |
| 12.     | Tajlandia         |
| 13.     | Serbia            |
| 14.     | Rosja             |
| 15.     | Korea Południowa  |
| 16.     | Bułgaria          |